# Chaîne du Koksou
La chaîne du Koksou (en russe : Коксуйский хребет) est un chaînon d'une longueur de 70 kilomètres qui se trouve dans le Tian Shan occidental, à la frontière du Kirghizistan et de l'Ouzbékistan. Son altitude moyenne est de 2 000 mètres. Son point culminant est le mont Aktach (3 482 m). Elle est bordée au sud-ouest par la vallée profonde du Koksou, rivière d'après laquelle la chaîne a été nommée qui se jette dans le lac Tcharvak.
D'après le géographe Vladimir Popov dans son livre Le Tian Shan occidental : « Dans les hauteurs de l'Ikhnatch, petite rivière de montagne, la chaîne du Koksou, parallèle à celle du Pskem, se déroule sur plus de 60 kilomètres. Entre ces deux chaînes, la rivière Koksou descend aujourd'hui jusqu'au lac artificiel Tcharvak, près du village de Boutchmoulla. Les pentes de ces deux chaînes qui surplombent la rivière sont extraordinairement abruptes et rocheuses et souvent à pic. C'est pourquoi le Koksou traverse une gorge profonde et plus de la moitié de son cours est impraticable. »